# Powertürk FM
Powertürk FM est une station de radio privée turque émettant sur l'ensemble du territoire national en modulation de fréquence (bande FM). Appartenant au groupe Power Media Group Turkey, elle est spécialisée dans la musique pop/pop-rock moderne turque. Elle a donné son nom à Powertürk TV, une des principales chaînes de télévision musicales du pays.